# Anders Kronborg (direktør)
 For alternative betydninger, se Anders Kronborg. (Se også artikler, som begynder med Anders Kronborg)
Anders Kronborg (født 30. januar 1964 i Herning) er cand.polit..
Anders Kronborg blev cand.polit. fra Københavns Universitet i 1989, og var i 1987-1996 ansat i Finansministeriet, bl.a. som ministersekretær for Henning Dyremose og Mogens Lykketoft og som kontorchef. Fra 1996-1999 var han underdirektør for DR TV, og i 1999-2001 direktør samme sted. I 2001 rykkede han til Pilestræde for at blive administrerende direktør for Berlingske Tidende og koncernfinansdirektør i Det Berlingske Officin, hvilket han var frem til 2004, hvor han blev økonomidirektør for TV 2.
Da Per Mikael Jensen fratrådte som administrerende direktør for TV 2 i august 2007, blev Anders Kronborg konstitueret som direktør. Han udtalte offentligt, at han ønskede at fortsætte i stillingen. Bestyrelsen valgte dog i stedet Merete Eldrup, og få dage efter offentliggørelsen heraf meddelte Anders Kronborg, at han ville forlade TV 2 til fordel for et job som direktør(Vice Precident som i Danmark er direktør) hos Metro International i London, hvor Per Mikael Jensen netop var tiltrådt som administrerende direktør.